# A New Day Has Come
A New Day Has Come (englisch für „ein neuer Tag ist angebrochen“) ist das siebte englischsprachige Studioalbum der kanadischen Sängerin Céline Dion. Es wurde am 25. März 2002 über das Label Columbia Records veröffentlicht.

## Produktion
A New Day Has Come wurde von einer Vielzahl verschiedener Musikproduzenten produziert, darunter Walter Afanasieff, Kristian Lundin, Aldo Nova, Anders Bagge, Humberto Gatica, Gérald de Palmas und Robert „Mutt“ Lange.

## Covergestaltung
Das Albumcover zeigt Céline Dion, die ein hellrosa Kleid trägt und den Betrachter über ihre Schulter hinweg ansieht, während sie ihre Hände gegen einen Baumstamm lehnt. Im Hintergrund sind ein Strand, das Meer und blauer, wolkiger Himmel zu sehen. Rechts am Horizont stehen die weißen Schriftzüge Celine Dion und A New Day Has Come.

## Titelliste
| #  | Titel                              | Produzent                                    | Länge |
| -- | ---------------------------------- | -------------------------------------------- | ----- |
| 1  | I’m Alive                          | Kristian Lundin                              | 3:30  |
| 2  | Right in Front of You              | Steve Morales                                | 4:13  |
| 3  | Have You Ever Been in Love         | Anders Bagge, Peer Åström                    | 4:08  |
| 4  | Rain, Tax (It’s Inevitable)        | Christopher Neil                             | 3:25  |
| 5  | A New Day Has Come (Radio Remix)   | Ric Wake, Walter Afanasieff, Aldo Nova       | 4:19  |
| 6  | Ten Days                           | Gérald de Palmas                             | 3:37  |
| 7  | Goodbye’s (The Saddest Word)       | Robert „Mutt“ Lange                          | 5:19  |
| 8  | Prayer                             | Walter Afanasieff                            | 5:33  |
| 9  | I Surrender                        | Simon Franglen                               | 4:47  |
| 10 | At Last                            | Humberto Gatica, Guy Roche                   | 4:17  |
| 11 | Super Love                         | Guy Roche                                    | 4:16  |
| 12 | Sorry for Love                     | Anders Bagge, Peer Åström, Arnthor Birgisson | 4:10  |
| 13 | Aun Existe Amor                    | Humberto Gatica, Vito Luprano                | 3:52  |
| 14 | The Greatest Reward                | Kristian Lundin, Andreas Carlsson            | 3:28  |
| 15 | When the Wrong One Loves You Right | Ric Wake                                     | 3:48  |
| 16 | A New Day Has Come                 | Walter Afanasieff, Aldo Nova                 | 5:41  |
| 17 | Nature Boy                         | Walter Afanasieff                            | 3:45  |

## Rezeption

### Kritiken
| Professionelle Bewertungen | Professionelle Bewertungen |
| -------------------------- | -------------------------- |
| Kritiken                   |                            |
| Quelle                     | Bewertung                  |
| laut.de                    | [ 2 ]                      |
| allmusic                   | [ 3 ]                      |

Michael Schuh von laut.de bewertete A New Day Has Come mit zwei von möglichen fünf Punkten. Er fasst das Album folgendermaßen zusammen: „Vertontes Familienidyll, frisch gestylt und merklich unlocker. Mittel: Abkupfern oder bei sich selbst klauen. Ziel: Schmachten ohne Grenzen.“

### Preise
Bei den kanadischen Juno Awards 2003 wurde A New Day Has Come in der Kategorie Album of the Year nominiert, unterlag jedoch dem Album Let Go von Avril Lavigne.

## Kommerzieller Erfolg

### Chartplatzierungen und Singles
A New Day Has Come stieg am 8. April 2002 auf Platz zwei in die deutschen Albumcharts ein und belegte diesen drei Wochen lang. Insgesamt konnte es sich 51 Wochen in den Top 100 halten, davon 15 Wochen in den Top 10. Die Chartspitze erreichte das Album unter anderem in den Vereinigten Staaten, im Vereinigten Königreich, in Kanada, Österreich, der Schweiz, Frankreich, den Niederlanden, Italien, Schweden, Norwegen, Finnland, Australien und Neuseeland. In den deutschen Album-Jahrescharts 2002 belegte es Platz neun.
| ChartsChartplatzierungen       | Höchstplatzierung | Wochen |
| ------------------------------ | ----------------- | ------ |
| Deutschland (GfK)              | 2 (51 Wo.)        | 51     |
| Frankreich (SNEP)              | 1 (63 Wo.)        | 63     |
| Kanada (MC)                    | 1 (20 Wo.)        | 20     |
| Österreich (Ö3)                | 1 (45 Wo.)        | 45     |
| Schweiz (IFPI)                 | 1 (49 Wo.)        | 49     |
| Vereinigte Staaten (Billboard) | 1 (60 Wo.)        | 60     |
| Vereinigtes Königreich (OCC)   | 1 (27 Wo.)        | 27     |

| ChartsJahrescharts (2002)      | Platzierung |
| ------------------------------ | ----------- |
| Deutschland (GfK)              | 9           |
| Frankreich (SNEP)              | 5           |
| Österreich (Ö3)                | 9           |
| Schweiz (IFPI)                 | 2           |
| Vereinigte Staaten (Billboard) | 19          |
| Vereinigtes Königreich (OCC)   | 39          |

| ChartsJahrescharts (2003)      | Platzierung |
| ------------------------------ | ----------- |
| Vereinigte Staaten (Billboard) | 168         |

Als erste Single des Albums erschien am 11. März 2002 der Titeltrack A New Day Has Come, der Platz sechs der deutschen Charts erreichte. Die zweite Auskopplung I’m Alive wurde am 12. August veröffentlicht und belegte Rang vier in Deutschland. Es folgte der Song Goodbye’s (The Saddest Word) am 18. November 2002, der Position 56 erreichte. Zudem erschien das Lied At Last als Promo-Single.

### Auszeichnungen für Musikverkäufe
A New Day Has Come wurde noch im Erscheinungsjahr in Deutschland für mehr als 450.000 verkaufte Einheiten mit einer dreifachen Goldenen Schallplatte ausgezeichnet. In den Vereinigten Staaten erhielt es 2003 für über drei Millionen Verkäufe eine dreifache Platinauszeichnung. Im Vereinigten Königreich wurde das Album 2002 zudem für mehr als 300.000 Verkäufe mit Platin ausgezeichnet. Die weltweiten Verkaufszahlen belaufen sich auf über zwölf Millionen.
| Land/Region                  | Auszeichnungen für Musikverkäufe (Land/Region, Auszeichnung, Verkäufe) | Verkäufe  |
| ---------------------------- | ---------------------------------------------------------------------- | --------- |
| Argentinien (CAPIF)          | Gold                                                                   | 20.000    |
| Australien (ARIA)            | 2× Platin                                                              | 140.000   |
| Belgien (BRMA)               | 2× Platin                                                              | (100.000) |
| Brasilien (PMB)              | Gold                                                                   | 125.000   |
| Dänemark (IFPI)              | 2× Platin                                                              | (100.000) |
| Deutschland (BVMI)           | 3× Gold                                                                | (450.000) |
| Europa (IFPI)                | 3× Platin                                                              | 3.000.000 |
| Finnland (IFPI)              | Platin                                                                 | (32.915)  |
| Frankreich (SNEP)            | 3× Platin                                                              | (900.000) |
| Griechenland (IFPI)          | Gold                                                                   | (15.000)  |
| Japan (RIAJ)                 | Gold                                                                   | 100.000   |
| Kanada (MC)                  | 6× Platin                                                              | 600.000   |
| Mexiko (AMPROFON)            | 2× Platin                                                              | 300.000   |
| Neuseeland (RMNZ)            | 2× Platin                                                              | 30.000    |
| Niederlande (NVPI)           | Platin                                                                 | (80.000)  |
| Norwegen (IFPI)              | Platin                                                                 | (50.000)  |
| Österreich (IFPI)            | Platin                                                                 | (40.000)  |
| Polen (ZPAV)                 | Gold                                                                   | (20.000)  |
| Schweden (IFPI)              | Platin                                                                 | (60.000)  |
| Schweiz (IFPI)               | 3× Platin                                                              | (120.000) |
| Spanien (Promusicae)         | Platin                                                                 | (100.000) |
| Ungarn (MAHASZ)              | Gold                                                                   | (10.000)  |
| Vereinigte Staaten (RIAA)    | 3× Platin                                                              | 3.000.000 |
| Vereinigtes Königreich (BPI) | Platin                                                                 | (300.000) |
| Insgesamt                    | 8× Gold · 38× Platin ·                                                 | 7.315.000 |

Hauptartikel: Céline Dion/Auszeichnungen für Musikverkäufe